# Haʻapai
Haʻapai ist eine zum Königreich Tonga gehörende Inselgruppe im Südpazifik.

## Geographie
Haʻapai besteht aus 51 direkt am Tongagraben gelegenen Korallen- und zwei Vulkaninseln (Tofua und Kao) mit einer Gesamtfläche von 109,3 km². Die Inselgruppe liegt zwischen der rund 150 km südlich gelegenen Hauptinsel Tongatapu und der etwa 130 km nördlich gelegenen Inselgruppe Vavaʻu. 16 der Inseln sind besiedelt, darunter die Hauptinseln Lifuka und Foa. Die beiden Hauptorte im Haʻapai-Archipel sind Pangai auf Lifuka und Haʻano. Insgesamt leben 5665 Menschen auf den Haʻapai-Inseln (Stand 2021).

## Verwaltung
Haʻapai ist eine der fünf Divisionen, der obersten Verwaltungseinheiten des Königreichs Tonga. Sie wird in sechs Distrikte gegliedert: Lifuka (Hauptort: Pangai), Foa (Lotofoa), Lulunga (Haʻafeva), Muʻomuʻa (Nomuka), Haʻano (Fakakai) und ʻUiha (ʻUiha).

## Geschichte
Auf der Inselgruppe Haʻapai sind Siedlungsspuren der Lapita-Kultur aus der Zeit um 1500 vor Christi Geburt gefunden worden.
Der erste Europäer, der Haʻapai besuchte, war Abel Tasman im Jahr 1643. Kapitän James Cook machte 1774 und 1777 mehrere Stopps an den Inseln. Dabei gab er ihnen 1777 den Namen „Freundschaftsinseln“. Am 28. April 1789 war es dann Fletcher Christian, der Kapitän William Bligh von der Bounty an der Vulkaninsel Tofua in einem Walfangboot aussetzte.
1806 kam William Mariner auf der Port-au-Prince nach Tonga, deren Besatzung bei dieser Gelegenheit von tonganischen Kriegern getötet wurde. Mariner lebte vier Jahre in Tonga, bevor er von einem vorbeifahrenden englischen Schiff wieder zurück nach England gebracht wurde. Dort veröffentlichte er das Buch An Account of the Nation of the Tongan Islands in the South Pacific Ocean.

## Tourismus
Von Zeit zu Zeit besuchen Kreuzfahrtschiffe die Inseln und bleiben auf Reede. Die Passagiere werden dann mit motorgetriebenen Schlauchbooten zu den Naturschönheiten der Gruppe gefahren.